# Parc national de la Gaspésie
Der Parc national de la Gaspésie ist ein Provinzpark im Südosten der kanadischen Provinz Québec. Er ist einer von aktuell 27 Nationalparks in der Provinz. Dort entspricht ein Parc national dem, was in den übrigen Provinzen als  Provincial Park bezeichnet wird. Der Park wird von Sépaq (französisch Société des établissements de plein air du Québec bzw. englisch Society of outdoor recreation establishments of Quebec) betrieben.
Das Schutzgebiet befindet sich in den regionalen Grafschaftsgemeinden La Haute-Gaspésie und La Matanie. Es liegt südlich der Stadt Sainte-Anne-des-Monts im Landesinnern der Gaspésie-Halbinsel. Der Park wurde am 25. November 1981 eingerichtet und besitzt eine Fläche von 802 km².
Der höchste in Québec gelegene Berg der Appalachen, der Mont Jacques-Cartier, befindet sich in dem Schutzgebiet. Der Park beherbergt die einzige Kanadische Waldkaribu-Herde südlich des Sankt-Lorenz-Strom.

## Einzelnachweise

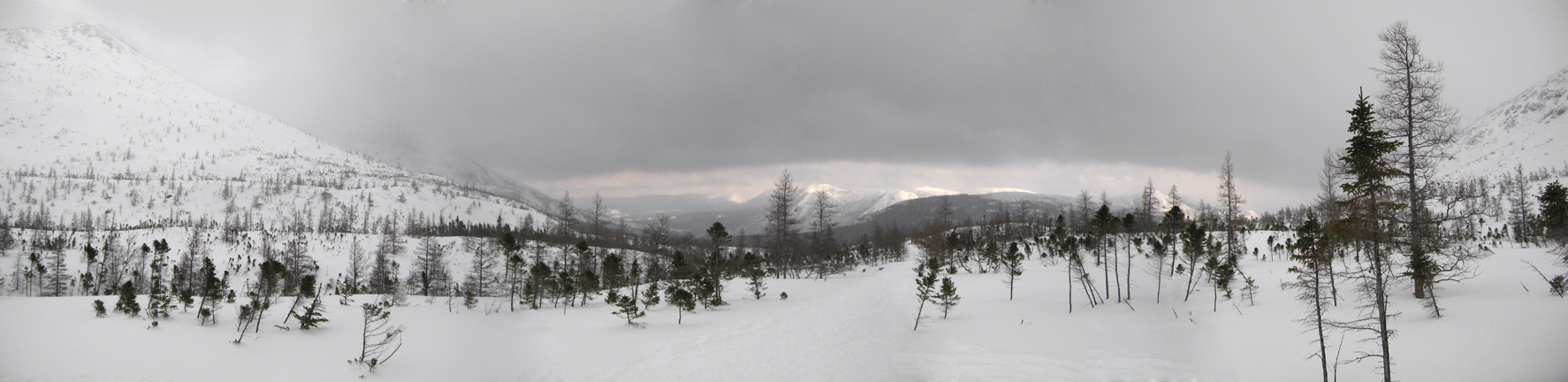
Panorama der Berge im Parc national de la Gaspésie

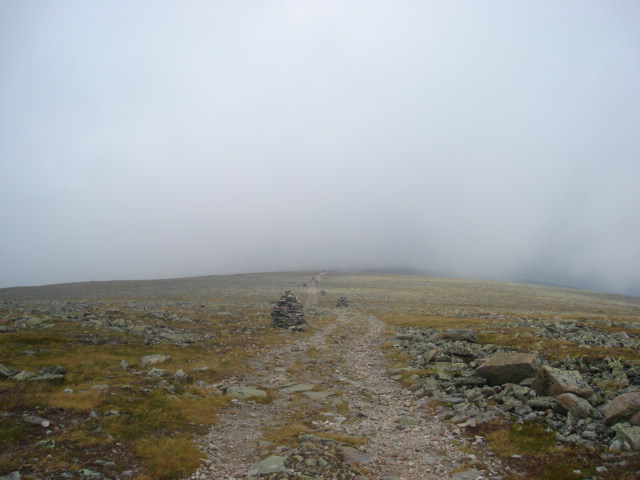
Gipfel des Mont Jacques-Cartier